# Bonnevoie-sud
Bonnevoie-sud (lb. Bouneweg-Süd, niem. Bonneweg-Süd) – dzielnica (Quartier) miasta Luksemburg, w Luksemburgu, w kantonie Luksemburg. Do 3 października 2015 dzielnica leżała w dystrykcie Luksemburg. Leży w południowo-wschodniej części miasta. Jest jedną z 24 dzielnic – jednostek pomocniczych miasta Luksemburg. 31 grudnia 2022 r. populacja dzielnicy wynosiła 13 550 mieszkańców. 